# Экберт I фон Формбах
Экберт I (нем. Ekbert I von Formbach) (ум. 24 августа 1109) — граф Формбаха.
Сын Тимо II фон Формбаха (погиб в бою 28 августа 1040 года) и его жены, имя и происхождение которой не выяснены (предположительно — из рода графов Брауншвейга). Брат Тимо фон Формбаха (ум. 1102), архиепископа Зальцбурга.
Граф в Кинциггау (1067) после смерти своего брата Бруно. Граф Формбаха (1070), его соправителем был племянник — Гебхард (ум. 1105).
В 1094 году основал бенедиктинский монастырь Формбах.
Дата смерти указана в Annales Reicherspergenses.
Историки предполагают, что Экберт I был женат дважды на основании того, что его старший сын носил имя Эберхард, которое раньше в их роду не встречалось. Он умер 4 мая 1100 года. Его сын Леопольд упоминается в 1120 году.
Вторая жена — Мехтильда фон Ламбах (ок. 1050—1100), дочь Готфрида, маркграфа Карантанской марки, графа фон Питтен. От неё дети:
- Экберт II (ум. 1144), граф фон Питтен.
- Дитмар.
- Кунигунда.